# Poésie burlesque
Pour les articles homonymes, voir Burlesque (homonymie).
La poésie burlesque est un genre poétique qui consiste à parodier un sujet grave et noble. Parmi ses procédés, on trouve le travestissement des aventures héroïques en aventures comiques et bouffonnes, où les dieux et les héros usent d'un langage vulgaire, ridicule et décalé. On considère que la forme française de la poésie burlesque fut inventée par Scarron dans son Virgile travesti qui commence ainsi la dédicace du premier livre : 
« Je promets à Votre MAJESTE, dès le commencement de mon épître, qu'elle en verra bientôt la fin, et c'est peut-être ce qu'elle en trouvera de meilleur. »
Et le poème débute ainsi :
Je qui chantai jadis Typhon

D'un style qu'on trouva bouffon,

Aujourd'hui de ce style même,

Encor qu'en mon visage blême

Chacun ait raison de douter

Si je pourrai m'en acquitter,

Devant que la mort qui tout mine

Me donne en proie à la vermine,

Je chante cet homme pieux,

Qui vint chargé de tous ses dieux

Et de Monsieur son père Anchise,

Beau vieillard à la barbe grise,

Depuis la ville où les Grégeois

Occirent tant de bons bourgeois,

Jusqu'à celle où le pauvre Rème

Fut tué par son frère même,

Pour avoir en sautant passé

De l'autre côté d'un fossé.
Ce style fit des émules, on peut citer : L’Ovide bouffon, ou les Métamorphoses burlesques de Louis Richer en 1649, L'Enfer burlesque, anonyme (1649), l’Ovide en belle humeur d'Assoucy en 1650, etc.
Il provoqua de forte réaction ; Guez de Balzac protesta, et Boileau le condamna dans son Art poétique.

## La poésie burlesque en Italie
Par ses petites compositions comme par son Roland amoureux, Francesco Berni a fondé une école et créé une branche de poésie italienne : c'est la poésie plaisante, giocosa, tantôt satirique, tantôt burlesque, ou même purement consacrée à la parodie. A la même époque où florissent les éloges paradoxaux qui caractérisent ce genre, se développe la parodie mythologique avec Franco Sacchetti, Girolamo Amelonghi, Anton Francesco Grazzini ; c'est sur cet aspect du burlesque qu'insiste Francesco Bracciolini au xviie siècle. Parmi les poeti giocosi italiens les plus importants, on peut citer Giovanni Francesco Lazzarelli et Alessandro Tassoni.